# Guardiolo Falanghina
Il Guardiolo Falanghina è un vino DOC la cui produzione è consentita nella provincia di Benevento.

## Caratteristiche organolettiche
- colore: paglierino tenue.
- odore: delicato, caratteristico.
- sapore: secco, lievemente acidulo.

## Produzione
Provincia, stagione, volume in ettolitri
- Benevento  (1994/95)  142,27
- Benevento  (1995/96)  424,45
- Benevento  (1996/97)  606,94